# Матьє Кассовітц
Матьє Кассовітц (фр. Mathieu Kassovitz, нар. 3 серпня 1967, Париж) — французький режисер, сценарист, актор.

## Біографія
Син кінорежисера Петера Кассовіца (нар. в 1938), вихідця із Будапешту, що після угорських подій 1956 переїхав у Францію (Петер Кассовіц працював із Крісом Маркером над фільмом Шляхи фортуни, 1964).

## Творчість

### Режисерські роботи
- 1990 — Fierrot le pou / / Fierrot le pou
- 1991 — Білий кошмар / Cauchemar blanc
- 1992 — Убивці / Assassins…
- 1993 — Метис / Métisse
- 1995 — Ненависть / La Haine
- 2000 — Багряні ріки / Les Rivières pourpres
- 2003 — Готика / Gothika
- 2008 — Вавилон Н.Е. / Babylon A.D.
- 2011 — Порядок та мораль / L'ordre et la morale

### Акторські роботи
- 1994 — Дивися, як падають люди / Regarde les hommes tomber — Джоні
- 1996 — Моя людина / Mon homme — Клемент
- 1996 — Нікому невідомий герой / Un héros très discret — Альберт Деусс
- 1997 — П'ятий елемент / The Fifth Element — грабіжник
- 1998 — Яків брехун / Jakob the Liar — Гершель
- 2001 — Іменинниця / Birthday Girl — Юрій
- 2001 — Амелі / Le Fabuleux destin d'Amelie Poulain — Ніно
- 2002 — Амінь / Amen. — Рікардо Фонтана
- 2005 — Мюнхен / Munich — Роберт
- 2011 — Нокаут / Haywire — Том Студер
- 2013 — Анжеліка, маркіза янголів / Angélique — Ніколас
- 2015-20 — Бюро легенд / Le Bureau des Légendes — Малотрю (48 епізодів)
- 2016 — Війна і мир / War and Peace — Наполеон Бонапарт (4 епізоди)
- 2017 — Хепі-енд / Happy End — Тома
- 2017 — Валеріан і місто тисячі планет / Valerian and The City of A Thousand Planets —  Камелот
- 2019 — Поклик вовка / Le Chant du loup — ALFOST
- 2021 — Обвинувачення / The Accusation — Адам
- TBA — Остання планета / The Way of the Wind